# Kimerydy
Kimerydy – łańcuchy górskie powstałe w wyniku ruchów tektonicznych w triasie i jurze.
W wyniku kimeryjskich faz orogenicznych wypiętrzone zostały łańcuchy górskie na obszarach Azji i obu Ameryk. Część z nich weszła później w skład górotworów alpejskich. Do kimerydów zaliczane są, m.in.: Góry Wierchojańskie, Góry Czerskiego, Góry Czukockie, Sichote-Aliń, góry południowego Tybetu i Półwyspu Indochińskiego, Sierra Nevada oraz góry Alaski.